# Huanxi, Fujian
Huanxi är en köping i sydöstra Kina. Den ligger i stadsdistriktet Jin'an i provinshuvudstaden Fuzhou i provinsen Fujian, omkring 12 kilometer nordost om centrala Fuzhou. Antalet invånare är 11 965. Befolkningen består av 5 949 kvinnor och 6 016 män. Barn under 15 år utgör 10,0 %, vuxna 15-64 år 79 %, och äldre över 65 år 9,0 %.